# Il ribelle di Giava
Il ribelle di Giava (Fair Wind to Java) è un film del 1953 diretto da Joseph Kane.

## Trama
Il capitano Boll, al comando della nave Gerrymander, solca le acque del Mar di Giava alla ricerca di un tesoro di preziosi diamanti, custoditi in una nave affondata anni prima. Un indonesiano, a cui Boll aveva salvato la vita, gli rivela che il tesoro non è rimasto in fondo al mare, ma è stato recuperato da alcuni nativi. Lo invia così da un vecchio cinese, che gli consiglia di prendere con sé Kim Kim, una giovane schiava che sa dove è stato nascosto il tesoro, ma ha paura di rivelarlo perché teme l'ira di Visnù. Flint, il capo della ciurma, scoperto intanto il vero motivo del viaggio della Gerrymander, affronta il capitano pretendendo metà del tesoro e provoca la ribellione dell'equipaggio, ma Boll riesce a scongiurare l'ammutinamento promettendo una ricompensa a tutti e a levare le ancore. Poco dopo tuttavia, la nave viene attaccata dal corsaro Ebenezer che, insieme ai suoi uomini, fa prigioniero tutto l'equipaggio. Kim Kim viene minacciata e, sotto tortura, rivela a Ebenezer il luogo del nascondiglio: il tesoro si trova nel tempio del dio del fuoco, sull'isola vulcanica di Krakatoa. Ebenezer, insieme a Flint e a Kim Kim, dirige la sua nave verso l'isola, ma Boll, salvato dal suo stesso equipaggio, riprende possesso della Gerrymander e parte per la stessa destinazione. Le due navi giungono contemporaneamente a Krakatoa, ma proprio mentre i navigatori sbarcano, il vulcano riprende la sua attività e sommerge il tempio con la lava e la cenere. Mentre Ebenezer viene sorpreso dall'eruzione e sommerso dai lapilli, Boll fa marcia indietro riprendendo con sé Kim Kim e annuncia all'equipaggio che sulla taglia del corsaro ci sono 100 mila dollari da riscuotere e da dividere fra tutti; sul ponte della nave, in qualità di capitano celebra le sue stesse nozze con Kim Kim, mentre la nave corsara sarà distrutta da un maremoto. 

## Produzione
Il film fu girato sulle coste di Malibù, in California, con l'inserimento di sequenze girate alle isole Hawaii. Per le scene navali fu scelto il Lago Mono con la realizzazione di modellini in scala della Gerrymander e della nave pirata. Il vulcano fu sempre realizzato in scala e dei sacchi di cemento servirono per simulare la cenere dell'eruzione vulcanica. Per simulare il maremoto furono riprese le onde del Pacifico sempre alle Hawaii.
Grazie alla Film Foundation fondata da Martin Scorsese, nel 2006 Il ribelle di Giava è stato restaurato, rendendone possibile la distribuzione sulle piattaforme di noleggio televisivo.